# ヨーロッパコウイカ
ヨーロッパコウイカ Sepia officinalis（欧羅巴甲烏賊）は、大型で、そしてヨーロッパにおいて最も有名なコウイカ類である。日本近海に生息するトラフコウイカ Sepia pharaonisやカミナリイカ Sepia lycidasと混称で「モンゴウイカ（紋甲烏賊）」と呼ばれる。
ヨーロッパコウイカは、ヨーロッパ全域の水深50-100 m程度に棲息する。地中海、北海、バルト海の砂や泥の海底に住む。他の多くのコウイカと同様に、浅い海で産卵する。

## 分類
本種はコウイカ属 Sepiaのタイプ種である。最近の分子系統の結果では本種は東アジアを代表するコウイカ類であるコウイカ Sepia (Platysepia) esculenta Hoyle, 1885や同亜属とされることも多いコブシメ Sepia (Sepia) latimanus Quoy & Gaimardとは近縁でなく、むしろシリヤケイカ Sepiella japonica Sasaki, 1929に近いことが判っている。
ヨーロッパコウイカのタイプ標本が獲られた場所については"Oceano"（海）と記されているだけで、具体的にどこの場所なのかは分かっていない。この標本は現在、ロンドン・リンネ学会に預けられている。
Sepia officinalis jurujubai Oliveira, 1940は、当初ヨーロッパコウイカの亜種として記されたが、現在ではアメリカアオリイカの後行シノニムであるとされている。

### 類似種
エンヨウコウイカ Sepia (Sepia) hierreddaは長らく、本種 S. officinalisの亜種として扱われてきた。交接腕や触腕掌部の吸盤の特徴などは本種に非常に近似しているが、甲の前半側縁が弱く、凹状である点や、甲は細長く、甲長に対する甲幅の比が雄で30-37%である点などで識別できる。分布も異なり、本種S. officinalisは北緯21°以北に生息するのに対し、この種 S. hierreddaはそれ以南に棲息する。

## 形態

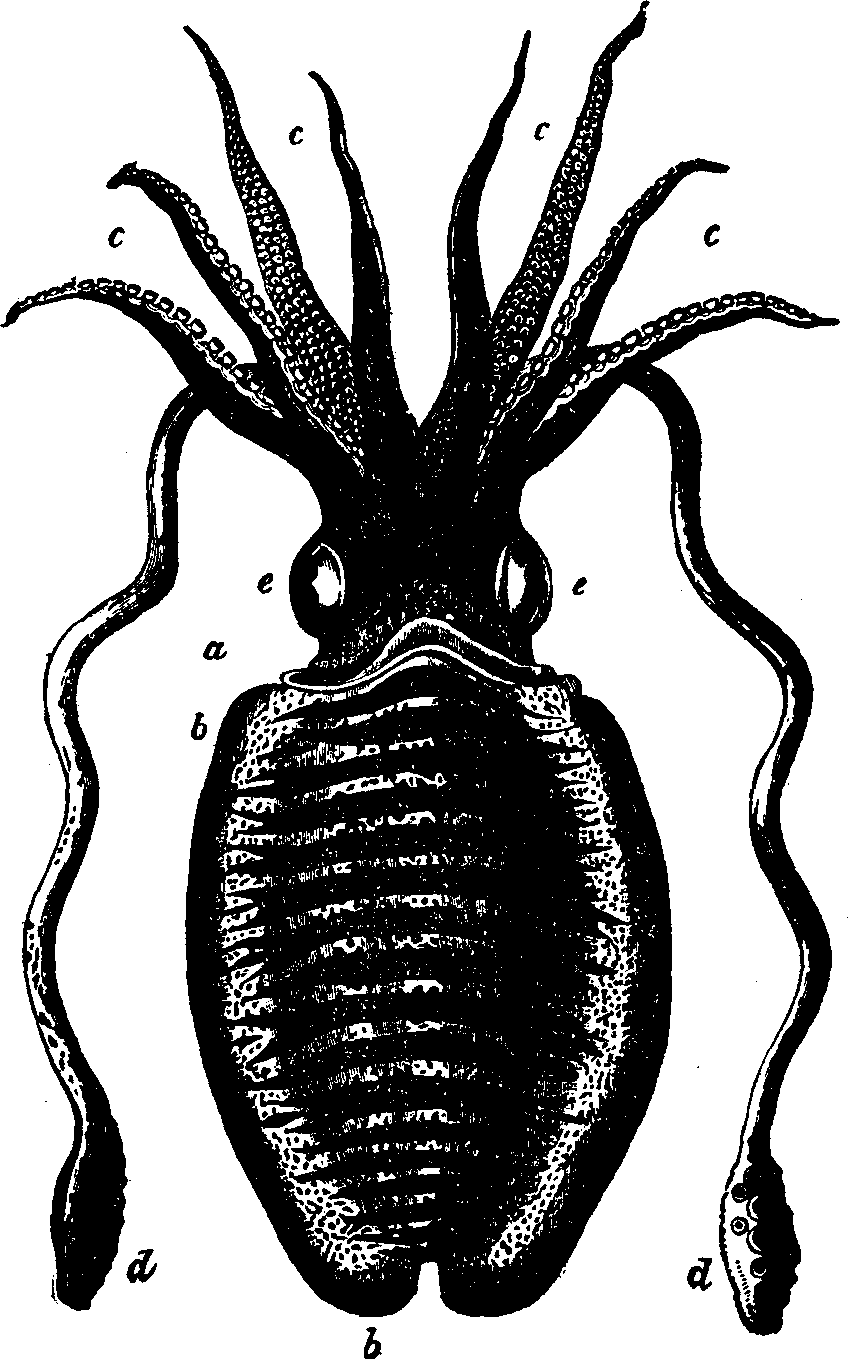
a. 頭部, b.胴（外套膜）、c.腕、d.触腕（掌部）

外套膜の大きさは49 cm程度、重さは4 kgになる。亜熱帯地域の海のものは比較的小さく、30 cmを超えることは稀である。外套膜背面には虎斑紋様があり、鰭は比較的広く、前端は外套膜前側縁を超える。触腕掌部の吸盤は5-6列で、中央の1列が大きい。触腕の泳膜は広いが短く、触腕掌部とほぼ同じ長さである。雄の左第4腕は交接腕になり、中央付近の8-13列の吸盤は著しく縮小している。

### 甲

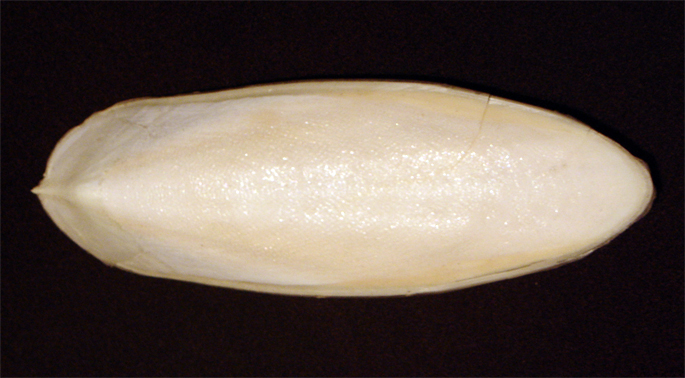
チュニジアの沿岸で採集された本種の甲背面

甲（貝殻）は卵形で、背面は顆粒状になる。甲幅（貝殻幅）は甲長（貝殻長）の30-40%。棘は短く、周囲に厚く膠状の物質が沈着している。

## 知性
ケンブリッジ大学の生物学者アレクサンドラ・シュネル氏の研究で、ヨーロッパコウイカが自制心を持っていることが判明した。シュネル氏は個々の好みの餌を明らかにした後、2番目に好きな餌を「すぐに食べられる報酬」、最も好きな餌を「我慢することで得られる（自制心を示した後で食べられる）報酬」として実験を行った。実験の結果、ヨーロッパコウイカは最も好きな餌のために、目の前に置かれた餌を50〜130秒程度我慢できることが判明した。この結果は無脊椎動物では初となる。今まで、ヒトも含めてカラスやチンパンジーといった社会的な生物で、同様の結果が報告されてきたが、ヨーロッパコウイカの寿命は3年ほどと短く、社会的な生物ではない。シュネル氏は、自制心を社会のためではなく、より効率良く餌を得られるようにするために進化させたのではないかと推測している。

## 捕食者と餌

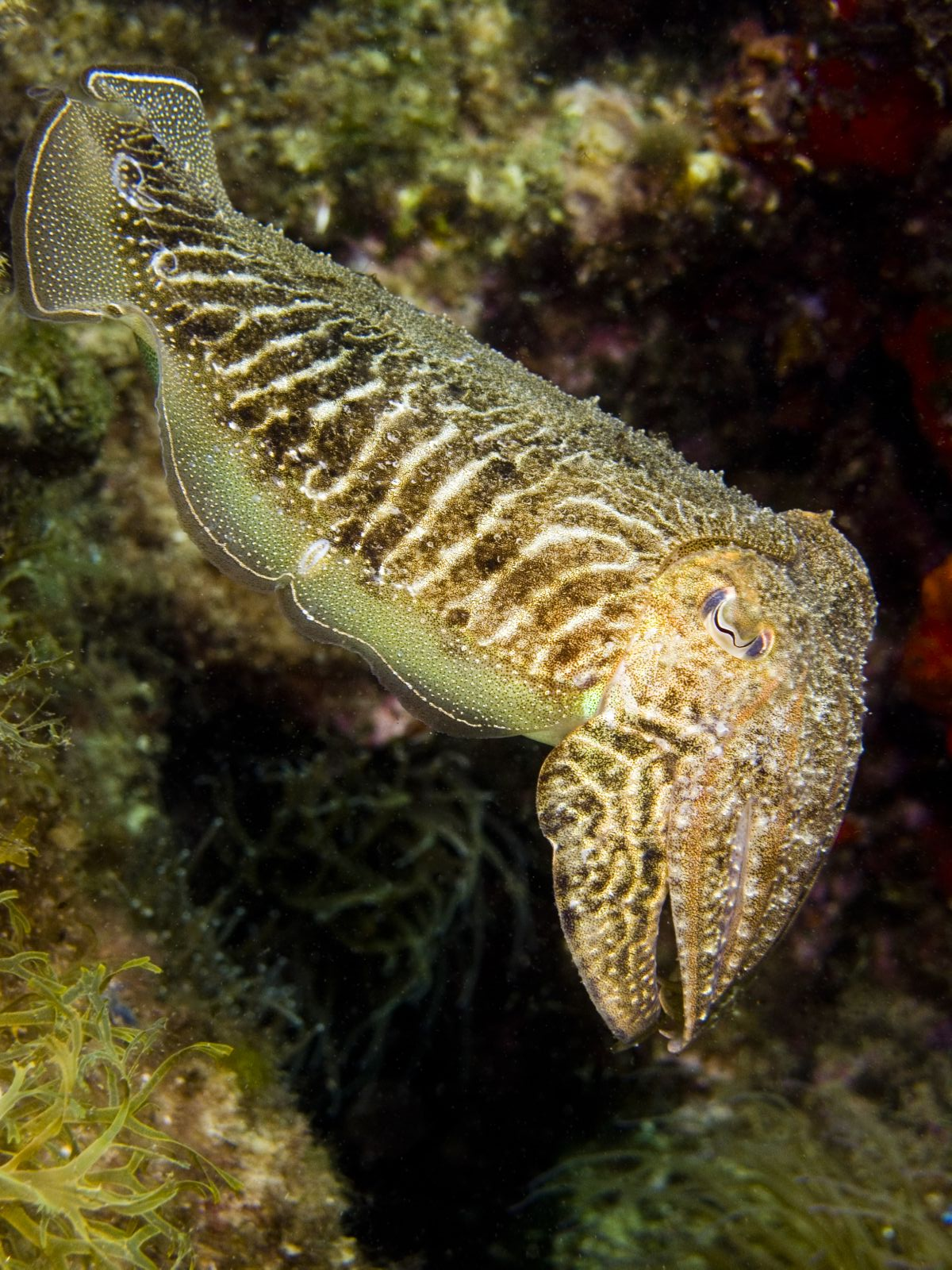

ヨーロッパコウイカは、アンコウやメカジキのような大型の魚やクジラに捕食されることが知られている。
また、天然では硬骨魚綱やカイアシ類、甲殻類、イカ、腹足綱、二枚貝、ヒモムシ、貝虫亜綱等の様々な動物を捕食している。
2008年の研究で、ヨーロッパコウイカは胚の段階で視覚的に最初に見た獲物を、成長してからも好む傾向があることが明らかとなった。例えば一般的には、ヨーロッパコウイカはカニよりもエビを好むが、胚の段階で最初にカニと出会った個体は孵化後エビよりもカニを多く捕るようになる。

## 引用文献・その他出典
- Taxa Associated with the Family Sepiidae Keferstein, 1866
- Fluckiger, M., G.D. Jackson, P. Nichols, P. Virtue, A. Daw & S. Wotherspoon. 2008. An experimental study of the effect of diet on the fatty acid profiles of the European Cuttlefish (Sepia officinalis). Marine Biology (published online first). doi:10.1007/s00227-008-0932-0
- Yoshida, Masa-aki; Tsuneki, Kazuhiko; Furuya, Hidetaka (2006). “Phylogeny of Selected Sepiidae (Mollusca, Cephalopoda) on 12S, 16S, and COI Sequences, with Comments on the Taxonomic Reliability of Several Morphological Characters”. Zoological Science 23 (4):  341-351. doi:10.2108/zsj.23.341.
- 奥谷喬司『新編 世界イカ類図鑑』東海大学出版部、2015年1月20日、6-7,55頁。ISBN 9784486037347。